# Simeon din Muntele Minunat
Sfântul Simeon Stâlpnicul cel Tânăr, cunoscut și ca Sfântul Simeon din Muntele Minunat, (în greacă Συμεών ο Θαυμαστορείτης, Simeon, Făcătorul de minuni, în arabă: مار سمعان العمودي الأصغر mār semʻān l-ʻamūdī l-asghar) (521 - 24 mai 592) este un sfânt al Bisericii Ortodoxe și al Bisericilor Catolice de rit oriental și latin. Născut la Antiohia, tatăl său Ioan era originar din Edessa, mama sa, pe nume Marta, este prăznuită ca sfântă la 4 iulie în calendarul ortodox. Sfântul Simeon cel Tânăr este prăznuit la 24 mai.

## Biografie
La fel ca omonimul său, primul stâlpnic, Simeon pare să fi fost atras de foarte tânăr de o viață de austeritate. Când a împlinit vârsta de șase ani, Simeon s-a dus la o mănăstire, pe o munte, aici s-a atașat de o comunitate de asceti care trăia lângă un alt pustnic-stâlpnic, arhimandritul Ioan, care le-a fost ghid spiritual. Simeon, în timp ce încă era un băiat, a construit pentru sine un stâlp apropiat de cel al lui Ioan. Simeon însuși este cel care, într-o scrisoare către Toma, păzitorul adevăratei cruci de la Ierusalim, a scris că trăia pe un stâlp atunci când și-a pierdut primii dinți. El a menținut acest tip de viață timp de 68 de ani. În cursul acestei perioade, însă, s-a mutat de mai multe ori pe un nou stâlp, iar cu ocazia primului dintre aceste schimburi, Patriarhul Antiohiei și Episcopul Seleuciei l-a hirotonit diacon în timpul scurt petrecut pe pământ. Timp de opt ani până la moartea lui Ioan, Simeon a rămas lângă coloana arhimandritului Ioan, atât de aproape încât puteau conversa cu ușurință. 

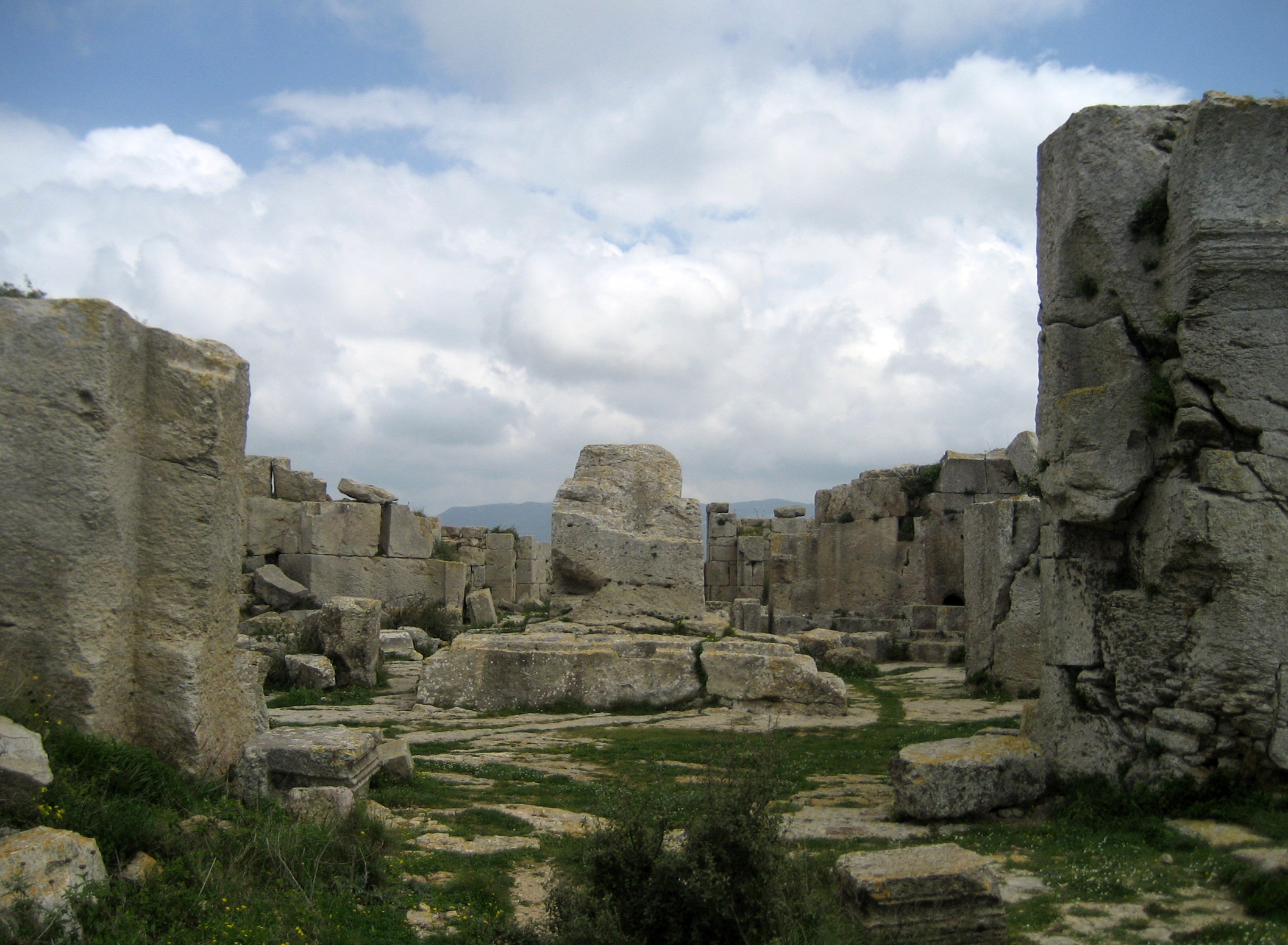
en, unde se vede coloana pe care a stat - la Samandağ, aproximativ 25 km sud-vest de Antakya, Turcia. Astăzi este în ruine.

După moartea lui Ioan, Simeon a dat frâu liber practicilor sale ascetice și Evagrius⁠(d) a declarat că a trăit doar cu ramurile unui arbust care a crescut lângă Theopolis. Simeon cel Tânăr a fost hirotonit preot și a putut astfel să ofere Sfânta Jertfă în memoria mamei sale. În astfel de ocazii, discipolii săi au urcat unul după altul pe scară pentru a primi împărtășania din mâinile sale. Ca și în cazul majorității celorlalți sfinți ai stâlpilor, se credea că un mare număr de minuni au fost făcute de Simeon cel Tânăr. În mai multe cazuri, vindecarea a fost efectuată prin picturi care îl reprezentau (Holl în „Philotesia”, 56). Spre sfârșitul vieții sale, sfântul a stat pe o coloană de lângă un munte din apropiere de Antiohia, numit datorită minunilor sale „Muntele Minunat” și a murit aici. Pe lângă scrisoarea menționată, trimisă lui Toma de la Ierusalim, mai multe scrieri sunt atribuite lui Simeon cel Tânăr. Unele dintre acestea, adevărate mici tratate spirituale, au fost tipărite de Cozza-Luzi („Nova PP. Bib.", VIII, iii, Roma, 1871, pp. 4–156). Există, de asemenea, o „Apocalipsă” și scrisori către împărații bizantini Iustinian I cel Mare și Iustin al II-lea (vezi fragmente în P.G., LXXXVI, pt. II, 3216-20). În plus, Simeon a fost considerat autorul unui anumit număr de imnuri liturgice, „Troparis” etc. (vezi Pétridès în „Échos d'Orient”, 1901 și 1902).